# Kehtna (commune)
Kehtna (en estonien : Kehtna vald) est une municipalité rurale d'Estonie située dans le Comté de Rapla. Elle s'étend sur 507,3 km2 et a 4 604 habitants au 1er janvier 2012.

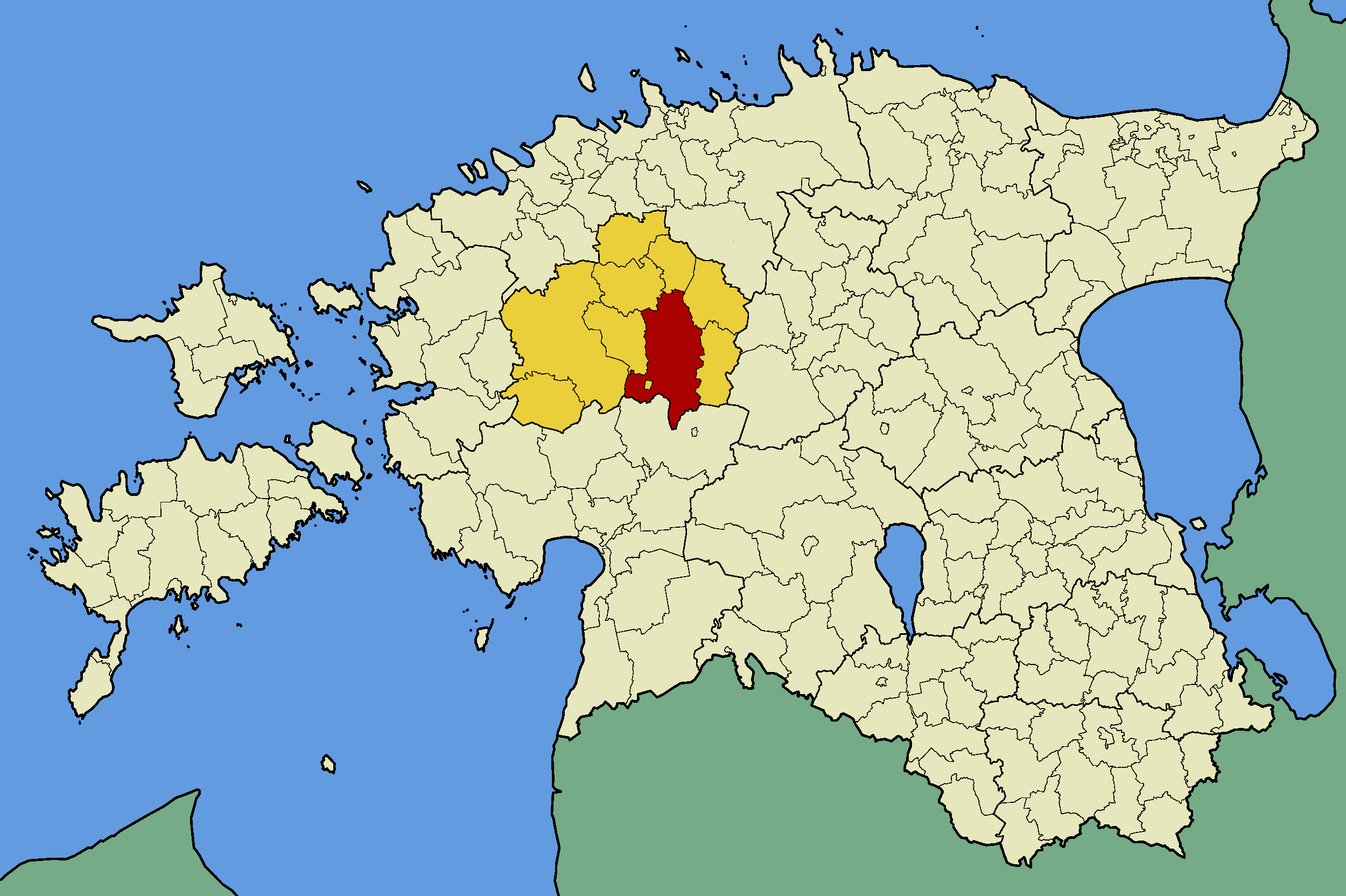
Commune de Kehtna (en rouge) dans le Comté de Rapla (en jaune).

## Municipalité
La municipalité regroupe 5 bourgs et 43 villages:

### Bourgs
Eidapere - Lelle - Keava - Kehtna - Kaerepere.

### Villages
Ahekõnnu, Ellamaa, Haakla, Hertu, Hiie, Ingliste, Kaerepere, Kalbu, Kehtna-Nurme, Kastna, Kenni, Koogimäe, Koogiste, Kumma, Kõrbja, Käbiküla, Kärpla, Laeste, Lalli, Lau, Lellapere, Lellapere-Nurme, Linnaaluste, Lokuta, Metsaääre, Mukri, Nadalama, Nõlva, Ohekatku, Pae, Palasi, Paluküla, Põllu, Põrsaku, Reonda, Rõue, Saarepõllu, Saksa, Saunaküla, Selja, Sooaluste, Valtu-Nurme, Vastja.